# Torkel Petersson
Ola Torkel Petersson (Lund, Suecia, 19 de agosto de 1969), conocido como Torkel Petersson, es un actor y comediante sueco.

## Biografía
Petersson nació el 19 de agosto de 1969 en la ciudad de Lund, Suecia. Petersson originalmente soñaba con convertirse en cantante de ópera y estudió en una escuela de música en Malmö. Comenzó a actuar en teatro amateur en el Studio Theatre de Malmö y se graduó de la Swedish National Academy of Mime and Acting en 1991.
Petersson ha actuado en teatros como el Folkteatern i Gävleborg, Gothenburg City Theatre y el célebre Dramaten. Entre las obras en las que ha aparecido se encuentran Pedro Melenas, Hamlet, El misántropo y Allt eller inget. En el Dramaten, ha actuado en obras como Befriad, Strömming en Cattelin y Blottare och parasiter. 
Como actor, Petersson también ha aparecido en varios largometrajes, incluyendo Noll tolerans, En rikedom bortom allt förstånd, Patrik 1,5 y Kops. Obtuvo un gran reconocimiento tras aparecer en la película Jalla! Jalla! en 2000. También ha actuado en series televisivas como Norrmalmstorg, En uppstoppad hund y Hjälp!

## Filmografía

### Películas
- Noll tolerans (1999)
- En rikedom bortom allt förstånd (2000)
- Jalla! Jalla! (2000)
- Gamla män i nya bilar (2002)
- Kops (2003)
- Norrmalmstorg (2003)
- Mamma pappa barn (2003)
- Tur & retur (2003)
- Doxa (2005)
- Offside (2006)
- En uppstoppad hund (2006)
- Patrik 1,5 (2008)
- Nasty Old People (2009)
- Farsan (2010)
- En enkel till Antibes (2011)
- Svensson, Svensson - i nöd och lust (2011)
- 30 grader i februari (2012)
- Eskil och Trinidad (2013)
- Jönssonligan – Den perfekta stöten (2015)
- Odödliga (2015)

### Televisión
- Det nya landet (2000)
- Hjälp! (2007)
- Tjockare än vatten (2014)
- Torpederna (2017)
- Livet på Dramaten (2018)
- De dagar som blommorna blommar (2018)